# I Adore You
«I Adore You» (en español: "Te Adoro") es una canción de Caron Wheeler que formó parte de la banda sonora de la película Mo' Money de 1992. La canción fue lanzada como sencillo en 1992 e incluida en su segundo álbum, Beach of the War Goddess, alcanzando puestos en tres listas musicales.

## Listas musicales
| Lista musical           | Posición |
| ----------------------- | -------- |
| Billboard Hot 100       | 99       |
| UK Singles Chart        | 59       |
| Billboard Top R&B Songs | 12       |